# Chalifa ibn Salman Al Chalifa
Chalifa ibn Salman Al Chalifa (ur. 24 listopada 1935 w Al-Dżasrze, zm. 11 listopada 2020 w Rochester) – bahrański polityk, arystokrata i przedsiębiorca, premier Bahrajnu w latach 1971–2020.

## Życiorys
Był stryjem obecnego króla Bahrajnu – Hamada ibn Isy Al Chalify i bratem poprzedniego władcy kraju, emira Isy ibn Salmana Al Chalify, który mianował go na stanowisko szefa rządu. Na mocy reformy konstytucyjnej z 2002 roku, stracił znaczną część uprawnień na rzecz króla i parlamentu, ale postanowił pozostać na stanowisku.
Zmarł 11 listopada 2020 w Rochester w wieku 84 lat, tego samego dnia król Hamad mianował nowym premierem następcę tronu, księcia Salmana. W związku z jego śmiercią władze Bahrajnu zarządziły siedmiodniową żałobę narodową z flagami opuszczonymi do połowy masztu, zamkniętymi instytucjami rządowymi i ministerstwami na trzy dni. Bangladesz ogłosił 17 listopada dniem żałoby narodowej z flagami opuszczonymi do połowy masztu.
Był uważany za najbogatszego członka rodziny królewskiej.